# کتابخانه سندای
کتابخانه سندای (به انگلیسی: Sendai Mediatheque) کتابخانه‌ای در سندای در استان میاگی ژاپن است. بنای این کتابخانه را تویو ایتو در سال ۱۹۹۵ طراحی کرد و ساختمان آن در ۲۰۰۱ تکمیل شد. زیر بنای آن ۲۱٬۶۸۲ مترمربع در هفت طبقه است.
طبقات آن شش تخته فولاد آجدارند که هر کدام ۱۵–۳٫۴ ضخامت دارند و به نحوی قرار گرفته‌اند که به‌نظر می‌رسد بر خیابان شناور باشند. سیزده ستون شبکه فولادی که نیروی کششی را از طبقه همکف گرفته تا پشت بام تحمل می‌کند این تخته‌ها را به هم وصل می‌کنند.
چهارتای این لوله‌ها (ستون) در ۴ طرف صفحه (طبقه) قرار گرفته‌اند که وظیفه ایستایی ساختمان را بر عهده دارند. پنج تا از نه لوله کوچکتر که صاف و مستقیم هستند و شامل آسانسور می‌شود در حالی که چهار عدد دیگر موربند و داکت و سیم‌ها را حمل می‌کنند.